# 夢で逢えたら (DEEN&原田知世の曲)
「夢で逢えたら」（ゆめであえたら）は、DEEN&原田知世のシングル。2002年5月22日にBERG レーベルから発売された。
DEENとしては23rdシングル。原田知世としては27thシングルである。　

## 概要
DEEN初となるカバー・アルバム『和音〜Songs for Children〜』からのシングルカット。
ボーカル池森秀一が楽曲収録時から「これ（シングルで）切ろうよ!」と絶賛していた。
ゲスト・ヴォーカルは原田知世。原田はDEENのライブにもゲスト出演している。
シングルカットの際は Single Mix になっているが、ミキシングは作詞・作曲者である大瀧詠一の1980年代以降の作品のレコーディング・エンジニアで、本曲の最初の歌い手・吉田美奈子の実兄の吉田保が担当している。シングルの帯にも"single mix by Tamotsu Yoshida"と記されている。
カップリングの『the end of the world』はスキータ・デイヴィスのカバーでアルバム未収録

### チャート成績
オリコンチャートの登場週数は2週、チャート最高順位は週間44位、累計7,560枚のセールスを記録した。

## 収録曲
全編曲：DEEN/ボーカル & コーラスアレン：時乗浩一郎
1. 夢で逢えたら DEEN&原田知世
  - 作詞・作曲：大瀧詠一
2. the end of the world DEEN&原田知世
  - 作詞：Sylvia Dee/作曲：Arthur Kent
3. 夢で逢えたら (afternoon cafe style)
  - 大瀧詠一のトリビュート・アルバム『ナイアガラで恋をして Tribute to EIICHI OHTAKI』にも収録されたヴァージョン。
4. 夢で逢えたら (for female)
5. 夢で逢えたら (for male)
6. 夢で逢えたら (for lovers)

## 収録アルバム
- 『和音〜Songs for Children〜』(#1、原曲)
- 『DEENAGE MEMORY -20周年記念ベストアルバム-』(#1)
- 『DEEN The Best FOREVER 〜Complete Singles +〜』(#1)

## 参加ミュージシャン
- 作詞・作曲：大瀧詠一 / 編曲：DEEN（except M-2）
- 作詞：Sylvia Dee / 作曲：Arthur Kent / 編曲：DEEN（M-2）